# أغيتو ذو الشعر الفضي
أغيتو ذو الشعر الفضي (باليابانية: 銀色の髪のアギト، بالروماجي: Gin'iro no Kami no Agito) فيلم أنمي ياباني خيال علمي من إخراج كيتشي سوغياما ومن تأليف نانا شينا وناوكو كاكيموتو، ومن إنتاج استوديو جونزو. عرض الفيلم في اليابان في 7 يناير عام 2006.

## القصة
تدور أحداث القصة عن هندسة وراثية أجريت على الأشجار في منشأة بحثية على القمر لإنتاج أشجار قادرة على النمو في ظروف قاسية وجافة. تكتسب الأشجار الوعي، فتمزق القمر إلى أجزاء وتتوسع عبر الفضاء وصولًا إلى سطح الأرض، مما يمحو حضارات الأرض بعد ثلاثمائة عام، أصبحت اليابان الآن مدمرة مغطاة بمساحة شاسعة من الأشجار. التي تحكمها شجرة درياد، تتحكم في إمدادات المياه لكل من الأشجار والبشر.

## الأداء الصوتي
| الشخصية     | الأداء الصوتي    |
| ----------- | ---------------- |
| أغيتو       | ريو كاتسوجي      |
| أعيتو الطفل | يوميكو كوباياشي  |
| تولا        | أوي ميازاكي      |
| يولدا       | يوكو كوتيغاوا    |
| كين         | ماسارو هاماغوتشي |
| هاجان       | توشيكازو فوكاوا  |
| شونك        | كينيتشي إندو     |
| أغاشي       | رين أوسوغي       |
| مينكا       | أومي مينامي      |
| جيسيكا      | أتسكو يويا       |
| بيروي       | كورومي ماميا     |
| زيروي       | توموكو كانيدا    |
| دكتور ساكول | هيديوكي تاناكا   |
| نابي أوياغي | موغيهيتو         |
| أغوهيغي     | كاتسوهيسا هوكي   |
| كوتشيهيغي   | تاكيهيرو كوياما  |
| أوياكاتا    | هيروشي ناكا      |
| الجندي      | ميتسواكي هوشينو  |
| المذيع      | يوكاري هوري      |

## وصلات خارجية
- أغيتو ذو الشعر الفضي على موقع IMDb (الإنجليزية)
- أغيتو ذو الشعر الفضي على موقع روتن توميتوز (الإنجليزية)
- أغيتو ذو الشعر الفضي على موقع نتفليكس (الإنجليزية)
- أغيتو ذو الشعر الفضي على موقع ألو سيني (الفرنسية)
- أغيتو ذو الشعر الفضي على موقع قاعدة بيانات الفيلم (الإنجليزية)
- أغيتو ذو الشعر الفضي على موقع ليتربوكسد (الإنجليزية)
- أغيتو ذو الشعر الفضي على موقع كينوبويسك (الروسية)
- أغيتو ذو الشعر الفضي على موقع ANN anime (الإنجليزية)